# CAPTCHA
CAPTCHA (Completely Automated Public Turing-test to tell Computers and Humans Apart) er et antihacker- og digitaliseringssystem, som fungerer ved brug af et billede/ billeder af ord med forvreden tekst, som internetbrugere skal anvende for at få adgang til en internettjeneste.
Dette er et praktisk eksempel på en Turing-test til at skelne maskine fra menneske.
Systemet bygger på den antagelse, at maskiner ikke (i det mindste endnu) er i stand til udføre visse ting, vi mennesker kan. Det kan eksempelvis være at genkende forvredet tekst.
Systemet blev udviklet i år 2000 af de amerikanske it-forskere Luis von Ahn, Manuel Blum, Nicholas Hopper og John Langford ved Carnegie Mellon University i Pittsburgh, USA.
reCAPTCHA er en videreudvikling af systemet, foretaget af Von Ahn og samarbejdspartnere, til brug ved digitalisering af dokumenter etc.

## Formål

### CAPTCHA
At sikre hjemmesider mod computerstyredede hacker- og spamangreb samt digitalisering af gamle arkiver, bøger og avisartikler og fungerer ud fra det princip ved at vise et billede med forvansket tekst. 
Vi kan ved hjælp af vores øjne stadig skelne teksten fra forvanskningen, og dermed indskrive billedteksten for at få adgang til relevante tjeneste. 
Systemet er relevant, hvis man vil undgå, at en computer opretter tusindvis af konti hos en udbyder af en gratis tjeneste.

### reCAPTCHA
Bruges til digitalisering af eksempelvis gamle dokumenter etc. hvor OCR-software til karaktergenkendelse må give op på grund af udtværet blæk etc.
reCAPTHCA kræver to billeder, et for identifikation samt et skannet ord fra relevante dokument.

## Trivia
Anno 2008 har brugere med reCAPTCHA i henhold til von Ahn angiveligt afkodet ca. fire millioner ord om dagen af vanskelig tekst.